# Roby Bois
Pour les articles homonymes, voir Bois (patronyme).
Robert Jacques dit « Roby » Bois est un pasteur de l'Église réformée de France né le 7 février 1926 à La Tronche et mort le 24 décembre 2009 à Castelnau-le-Lez. Il a été secrétaire général de La Cimade de 1973 à 1984.

## Biographie
Roby Bois est le fils de Jean-Paul Bois, pasteur et ingénieur et le petit-fils du théologien Henri Bois, professeur à la faculté de théologie protestante de Montauban puis de Montpellier. Sa mère, Odette Mary Cook, est descendante de Charles Cook, un pasteur britannique qui introduisit le méthodisme en France au début du XIXe siècle. Il passe sa jeunesse  à Vauzelles. Il  épouse Jeanne Marquer en 1949 avec qui il eut trois fils.
C'est à la suite du décès de son oncle Charles Cook, un pasteur qui avait installé une mission protestante dans les Aurès, que Roby Bois décida de vivre en Algérie avec sa famille. Il y fut pasteur pendant dix ans à partir de 1949, notamment à Menaa dans les Aurès.
Il quitte l'Algérie en 1959, et est pasteur à Sainte-Foy-la-Grande, puis animateur universitaire à Toulouse de 1964 à 1973 et directeur du centre « Rencontre et Recherche » de Pau (1969-1973). Roby Bois devint ensuite secrétaire général de La Cimade (1973-1984), puis il est nommé conseiller pour les affaires sociales à l'Ambassade de France en Algérie (1984-1991).
À sa retraite, Roby Bois résida à Saussan et devient président de l’Association France-Algérie du Languedoc-Roussillon.

### L'Algérie

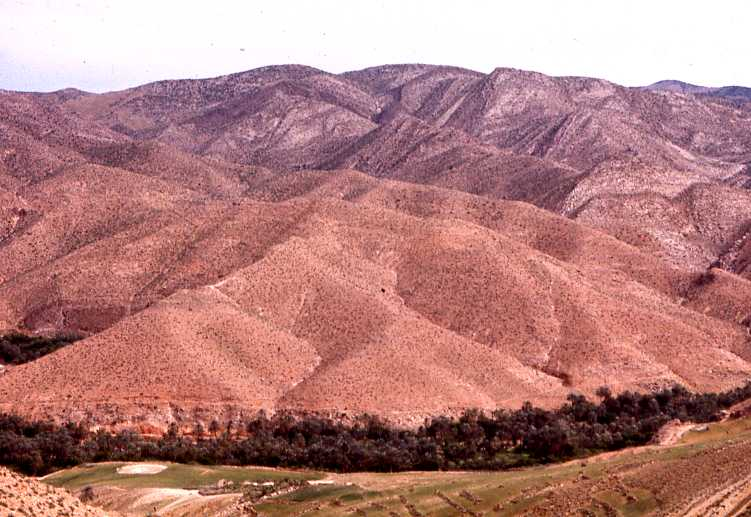
Paysage des Aurès.

Au contact des Chaouis, dont il apprit la langue, il vécut les prémices et les premières années de la guerre d'indépendance algérienne.
Il a encouragé le dialogue notamment en organisant des rencontres et des débats avec des intellectuels français et algériens ainsi que des femmes et des hommes de tendances différentes touchés par la guerre civile algérienne,. Il rédigea plusieurs textes sur le thème des religions et de la paix en Algérie,.
En 1984, il est nommé conseiller pour les affaires sociales auprès de l’ambassadeur de France en Algérie, François Scheer. Une de ses principales mission a été la mise en place et le suivi de la convention entre l'Algérie et la France au sujet des enfants de couples franco-algériens séparés.

### La Cimade
C'est en Algérie que Roby Bois prend conscience des problèmes sociaux des émigrés algériens en France, auxquels il apporte une aide sociale une fois rentré en France.
Roby Bois est nommé secrétaire général de la Cimade au moment du Coup d'État du 11 septembre 1973 au Chili. L'accueil des réfugiés chiliens est l'une des premières tâches auxquelles il sera occupé.

## Publication
- Roby Bois, Sous la grêle des démentis, Récits d'Algérie, (1948-1959), Paris, Éditions L'Harmattan, juillet 2009, 294 p. (ISBN 978-2-296-09563-2, lire en ligne).